# Lembeye
Lembeye is een gemeente in het Franse departement Pyrénées-Atlantiques (regio Nouvelle-Aquitaine). De plaats maakt deel uit van het arrondissement Pau. Lembeye telde op 1 januari 2022 804 inwoners.

## Geografie
De oppervlakte van Lembeye bedroeg op 1 januari 2022 8,39 vierkante kilometer; de bevolkingsdichtheid was toen 95,8 inwoners per km².

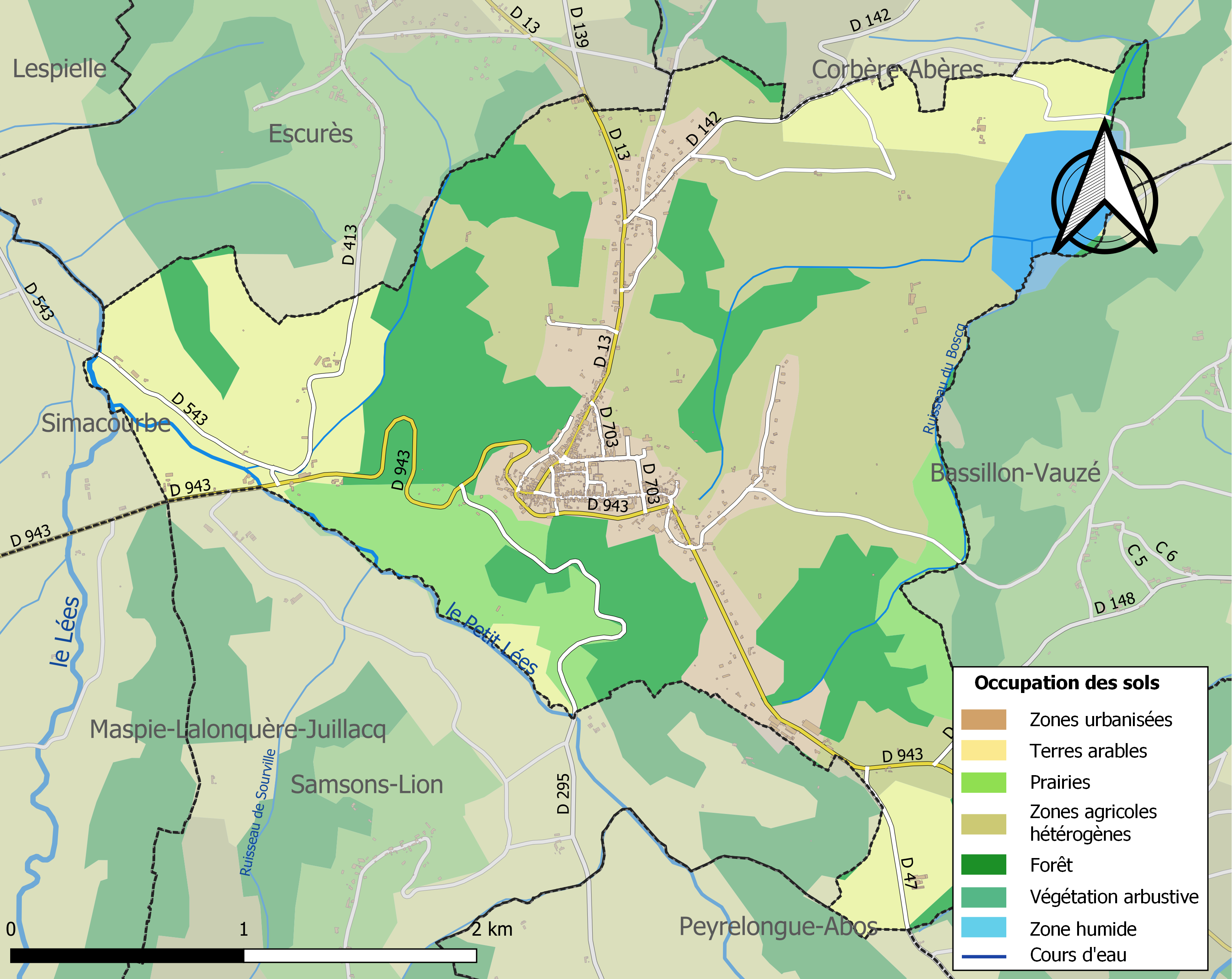
Kaart van de gemeente met belangrijkste infrastructuur, bodemgebruik en omliggende gemeenten

## Demografie
De figuur toont het verloop van het inwonertal (bron: INSEE-tellingen).

## Geboren in Lembeye
- Gilbert Duclos-Lassalle (1954), voormalig wielrenner